# 개인 보호 장비

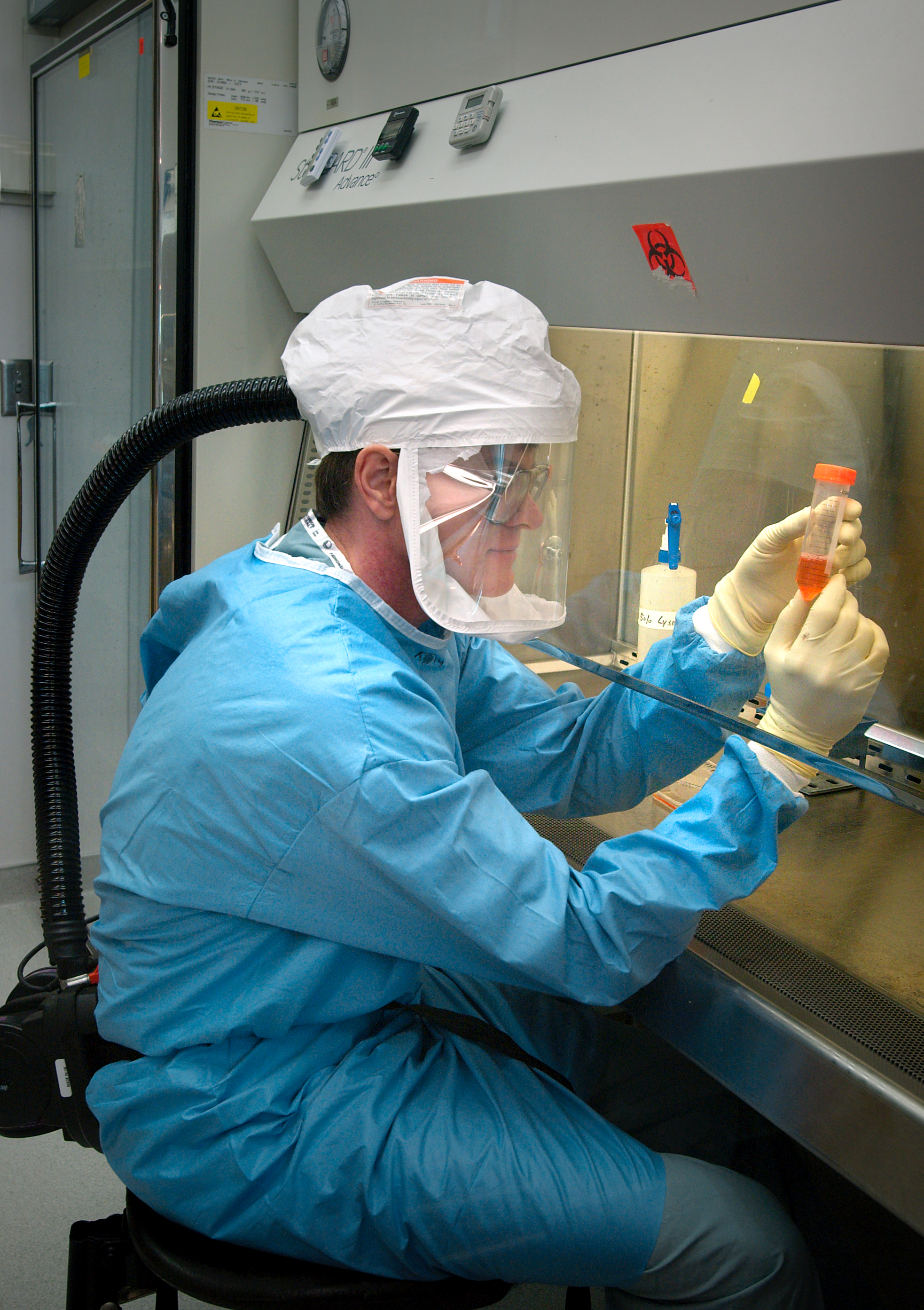
BL3 실험실에서 보호복을 입은 과학자

개인 보호 장비(個人保護裝備, 영어: personal protective equipment, PPE)는 보호복, 헬멧, 고글 등으로 구성되며, 개인의 부상, 감염을 차단하는 장비이다.

## 역사
2003년 중국에서 중증급성호흡기증후군(SARS), 2015년 중동에서 중동호흡기증후군(MERS), 2020년 신종 코로나 바이러스 감염증이 발생했을 때 BL3 실험실에서 보호복을 입고 실험을 실시했다.
2020년, 중국 우한에서 확산한 신종 코로나바이러스가 연구소에서 빠져 나와 변이를 일으켰을 가능성이 제기됐다. 신종 코로나 바이러스 감염증이 시작된 것으로 확인된 화난수산시장과 불과 20마일(약 32km) 거리에 세계 최고 레벨이며, 중국 유일의 최고 위험등급인 BL4 실험실이 우한 국립생물안전성연구소에 설치되어 있다. 2017년 개소 당시 BSL-3에 해당하는 프로젝트로 시작해 2018년에는 BSL-4로 등급이 높아졌다.

## 같이 보기
- 감염 관리